# Frank Hershey
Franklin Quick Hershey (Michigan, 1907 – California, 1997) è stato un designer statunitense.

## Biografia

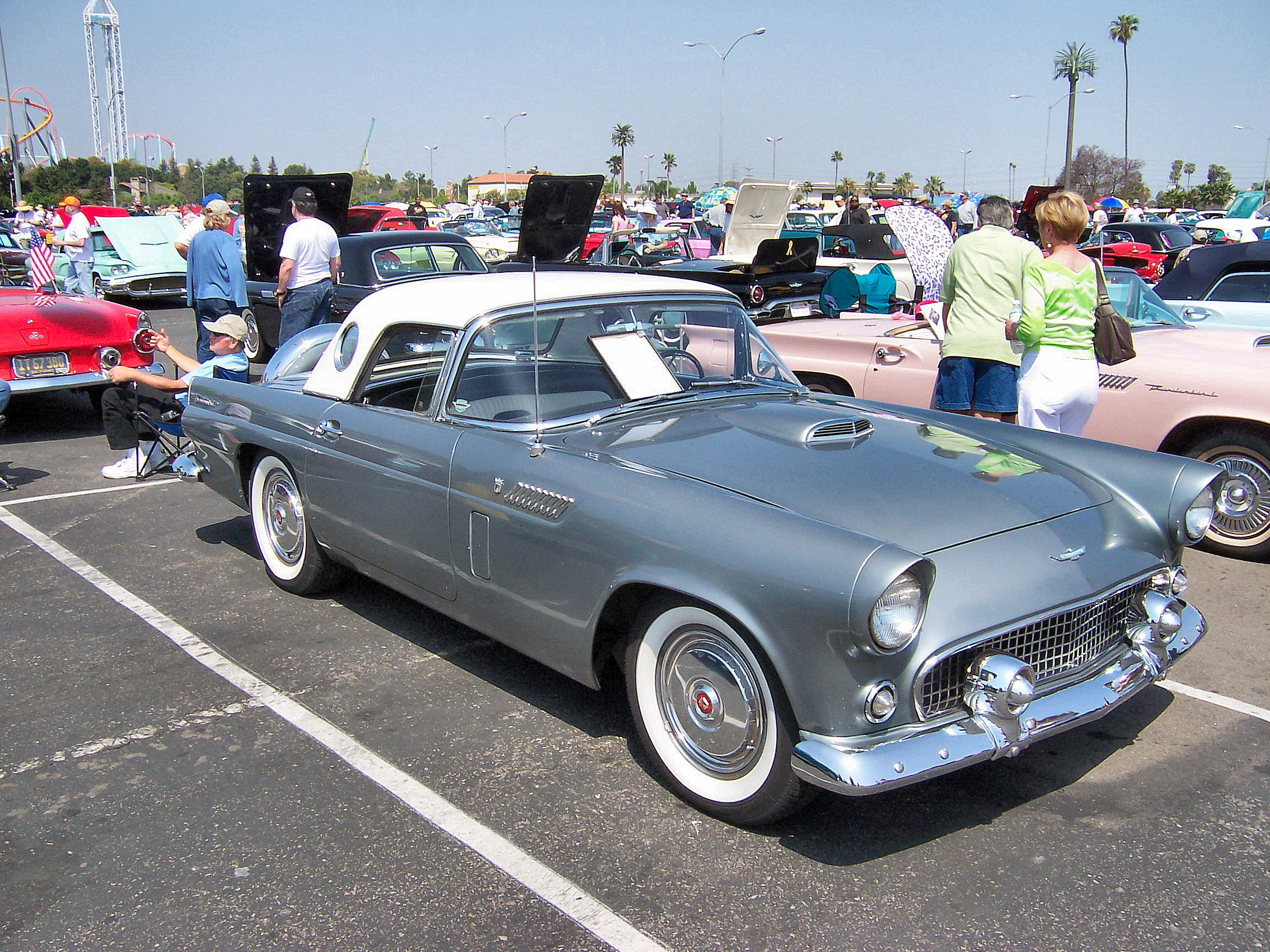
La primissima Ford Thunderbird, opera di Frank Hershey

Nato nel Michigan, Frank Hershey crebbe in realtà in California, e precisamente a Beverly Hills. Fino all'età di 20 anni non parve interessarsi al mondo dell'automobile, dove invece avrebbe in seguito contribuito in maniera significativa. In realtà amava disegnare schizzi di autovetture. Tali disegni furono notati da un consulente finanziario di famiglia, che consigliò il giovane Frank di inviarne qualcuno presso la Murphy Coach Works di Pasadena (California), perché avrebbe potuto trovare un lavoro. All'inizio i suoi lavori vennero tuttavia rifiutati, sostenendo che non era abbastanza in gamba. Allora il consulente finanziario, amico di uno dei vertici della Murphy Coach Works, accorse in aiuto di Frank, recandosi di persona a mettere una buona parola per il giovane. Frank Springs, la persona con cui Hershey ebbe il suo primo colloquio, stavolta cambiò idea e portò il giovane Hershey a lavorare nella Murphy Coach Works. Uno dei lavori più noti di Hershey presso questa ditta fu il prototipo della Peerless V16, realizzato nel 1932 e rimasto però tale a causa delle difficoltà economiche della stessa Peerless.
L'anno seguente, Frank Hershey approdò alla General Motors, presso il reparto design, dove venne accolto sotto l'ala protettrice di Harley Earl. Fino al 1940 si occupò prevalentemente di disegnare modelli della Pontiac. Vi furono alcune eccezioni: per esempio nel 1936 l'incarico di disegnare la nuova ammiraglia della tedesca Opel, dal 1929 sotto la General Motors. Tale incarico darà vita alla prima generazione della Opel Kapitän, vettura monoscocca che richiese la collaborazione di Karl Mersheimer, designer tedesco maggiormente esperto di progettazione su vetture monoscocca, un argomento che all'epoca era ancora indigesto presso l'industria automobilistica statunitense. Dopo le prime difficoltà, Hershey non solo contribuì alla creazione della nuova ammiraglia, ma firmò anche il restyling della primissima Kadett. Nei tardi anni trenta, Hershey ricevette anche un altro incarico al di fuori degli Stati Uniti e dovette recarsi dall'altra parte del mondo, presso l'australiana Holden, anch'essa un marchio General Motors.
Nel periodo bellico, Hershey prestò servizio presso la Marina Militare. Frank Hershey, sposato e con due bambini, si dichiarò gay.
Alla fine della guerra, Hershey lasciò la General Motors per passare alla Packard ed all'inizio degli anni cinquanta finì alla Ford. Harley Earl tentò di farlo tornare nuovamente alla General Motors, ma invano. Più tardi Hershey scoprirà di aver fatto la scelta sbagliata, perché era il primo candidato a succedere allo stesso Harley Earl.
Alla Ford, Hershey ridisegnò praticamente l'intera gamma alta del marchio rimasta in produzione dal 1953 al 1957 ed inoltre firmò la linea della nuova sportiva della Casa, ossia la Ford Thunderbird. Ma dopo alcuni contrasti interni, dovuti al fatto che la Ford intendeva attribuire la paternità stilistica delle vetture di Hershey a George Walker, candidato al ruolo di vicepresidente del design Ford, si crearono dissapori tra i due e nel 1955 Hershey lasciò la Ford.
Le sue ultime attività lavorative furono alla Kaiser Aluminum e alla Rite Autotronics, dove ebbe ruoli di responsabilità nel settore del design.
Frank Hershey morì il 20 ottobre del 1997.